# Simon Henrik von Donop
Simon Henrik von Donop, död 24 oktober 1727, var en dansk militär.
Von Donop deltog redan i skånska kriget och därefter i stora nordiska kriget, där han med berömmelse tjänstgjorde under fälttågen i Nordtyskland 1711-1716, och blev till slut generalmajor. År 1723 blev han amtman över Antvorskov och Korsørs amt.